# فونداپارینوکس

فونداپارینوکس (انگلیسی: Fondaparinux)یک داروی ضدانعقاد بوده و عضو گروه هپارین با وزن مولکولی پایین است. 

## کاربردهای پزشکی
از نظر بالینی برای پیشگیری از ترومبوز ورید عمقی در بیمارانی که جراحی ارتوپدی انجام داده اند و همچنین برای درمان ترومبوز ورید عمقی و آمبولی ریه استفاده می شود.